# Christy Hemme

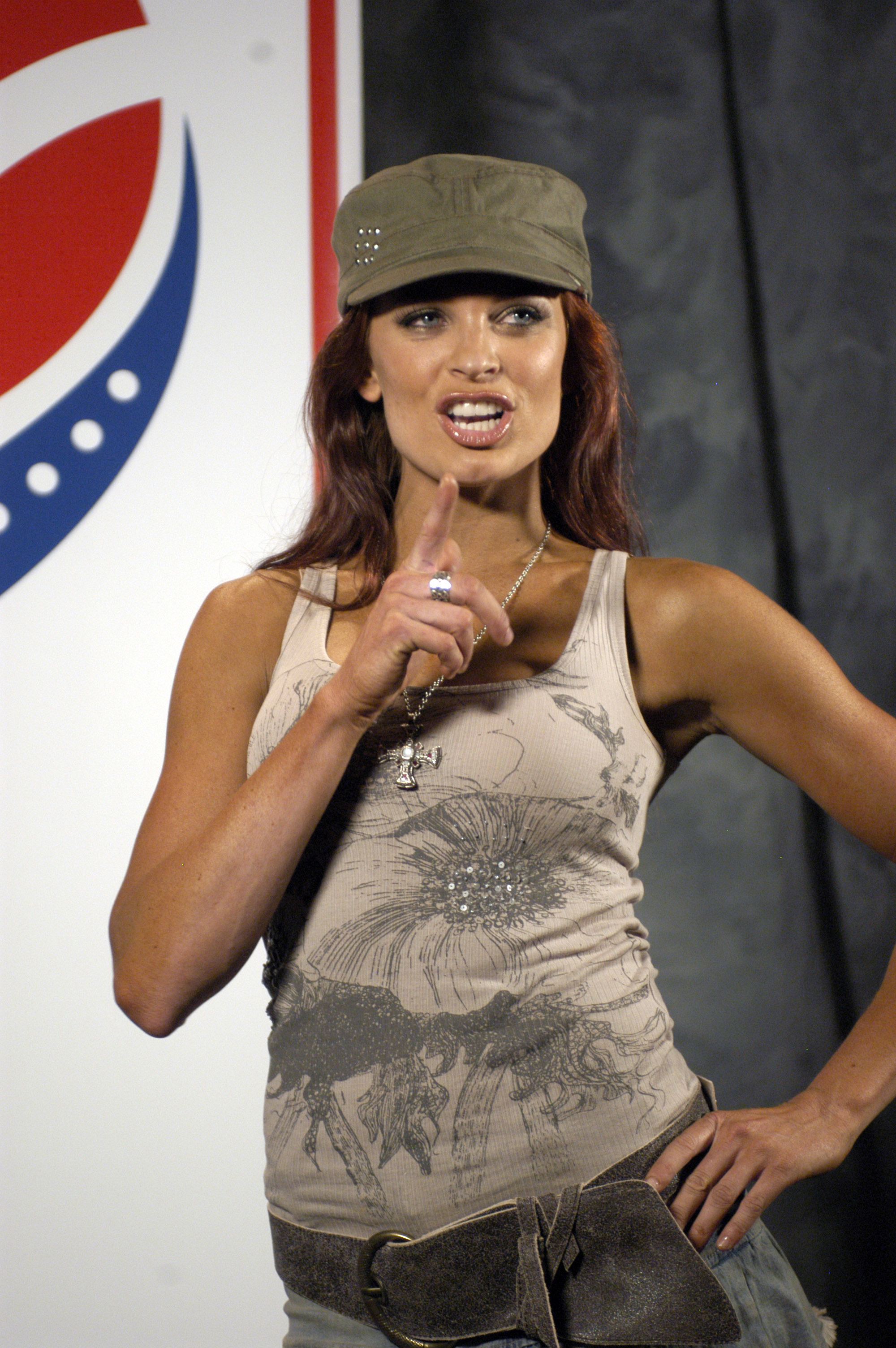
Christy Hemme na WWE

Christina Lee Hemme (28 de outubro de 1980) mais conhecida como Christy Hemme é uma atriz, cantora, modelo, valete de luta livre profissional e ex-lutadora estadunidense. Hemme atualmente esta contratada pela Total Nonstop Action Wrestling. Embora ela esteja atualmente inativa devido a um dano no pescoço. Ela também é conhecida pelos seus aparecimentos na WWE, e ja foi capa da playboy de abril de 2005.

## Antes da carreira de lutadora
Hemme nasceu em Poway, na Califórnia,  mas ela cresceu em Temecula, Califórnia. Ela diz que foi uma menina levada. E cresceu vendo luta livre, seu lutador preferido era The Undertaker.
Ela graduou-se em 1998 com dezessete anos de idade. Hemme graduo se no Colégio de Mount San Jacinto, onde ela se especializou na dança.

## Carreira de modelo
Depois da graduação, ela mudou-se para Los Angeles, para se tornar modelo. Hemme inicialmente juntou uma equipe de dança burlesca conhecida como "o Purrfect Angelz". Ela executou em viagens Easyrider e em reuniões de motocicleta de Harley. Ela apareceu em revistas, tais como Maxim, Playboy, Rolling Stone, e Stuff.  Além disso, ela apareceu em vídeos de música de Trace Adkins na música "Chrome", e "Honky Tonk Badonkadonk"  na música "Cromo". Ela também fez parte em anúncios publicitários de AT&T e TrimSpa, e ela foi uma spokesmodel do Trópico Havaiano.

## Carreira no wrestling profissional

### World Wrestling Entertainment (2004-2005)

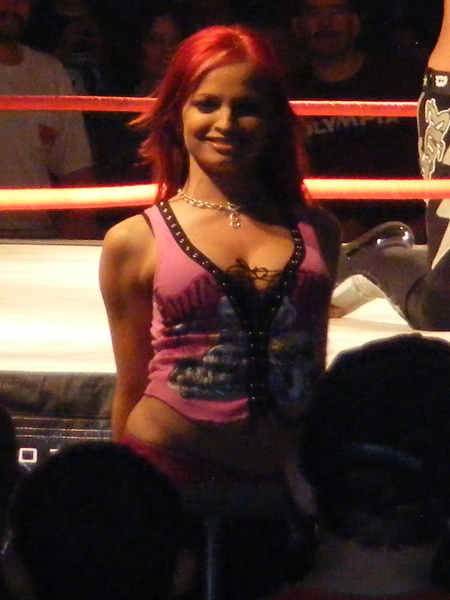

No Verão de 2004, Hemme participou do Diva Search, uma competição da WWE para recrutar novas Divas. No Decorrer da competição, Hemme e cinco outros finalistas enfrentaram sete divas em um jogo de dodgeball no SummerSlam no dia 15 de agosto, eliminando as oito Divas com a perda de somente um finalista, Joy Giovanni. Hemme foi anunciada como a vencedora da competição no dia 20 de setembro, com um prêmio de US$ 250,000 e um contrato de um ano com a WWE. Hemme começou a sua carreira na WWE como uma supertars da raw. Ela rapidamente começou uma rivalidade com Carmella DeCesare, o segundo lugar do Diva Search. A rivalidade culminou numa "lingerie pillow fight" no Taboo Tuesday onde Hemme ganhou.
Depois da sua feud com DeCesare, Hemme começou uma rivalidade com a WWE Women's Champion Trish Stratus, com Stratus gozar da aparência de Hemme na revista da Playboy. Hemme conseqüentemente desafiou Stratus a uma luta na WrestleMania 21, com o treinamento de Lita. Na  WrestleMania 21 no dia 3 de abril, Stratus derrotou Hemme para conservar o seu título. Nos meses depois de WrestleMania, Hemme começou outra rivalidade com Victoria, que afirmou sentir ciumes das oportunidades permitidas a Hemme. A rivalidade culminou em um encontro no Vengeance no dia 26 de junho, que Victoria ganhou depois usar as cordas para prender Hemme. Com sua rivalidade com Victoria, Hemme resumidamente junto-se com Eugene antes que ela e Stacy Keibler fossem vendidos a SmackDown! em troca de Candice Michelle e Torrie Wilson no dia 25 de agosto. Hemme então brigou com Melina, na época valete do MNM. No No Mercy no dia 9 de outubro, Hemme e a Legion of Doom derrotaram MNM em uma luta mista de seis pessoas. A sua feud com Melina continuou em novembro, com Melina derrotando Hemme em dois encontros na televisao.
No dia 30 de novembro, Hemme estreou na OVW, um território de desenvolvente da WWE, juntando-se com Matt Cappotelli conta a Aaron Stevens, Beth Phoenix, e Shelly Martinez.No dia 5 de dezembro de 2005 expirou o seu contrato com a WWE.Aconteceu um pouco depois que a WWE pediu que ela se mudasse para Louisville, em Kentucky para preparar-se na OVW.
Anos depois em novembro de 2008 na sua coluna na TNAwrestling.com Hemme afirmou que a sua partida da WWE esteve nos seus próprios termos porque: "apoiei as minhas armas nas minhas morais e valores como um ser humano. Eu sabia que seria o fim, mas eu também sabia que transportar culpa por fazer sabiamente algo contra o que acreditei não valeu a pena ter êxito. A partida quebrou o meu coração… mas a realização da coisa certa é algo do qual sempre estarei orgulhosoa

### Total Nonstop Action Wrestling (2006–presente)

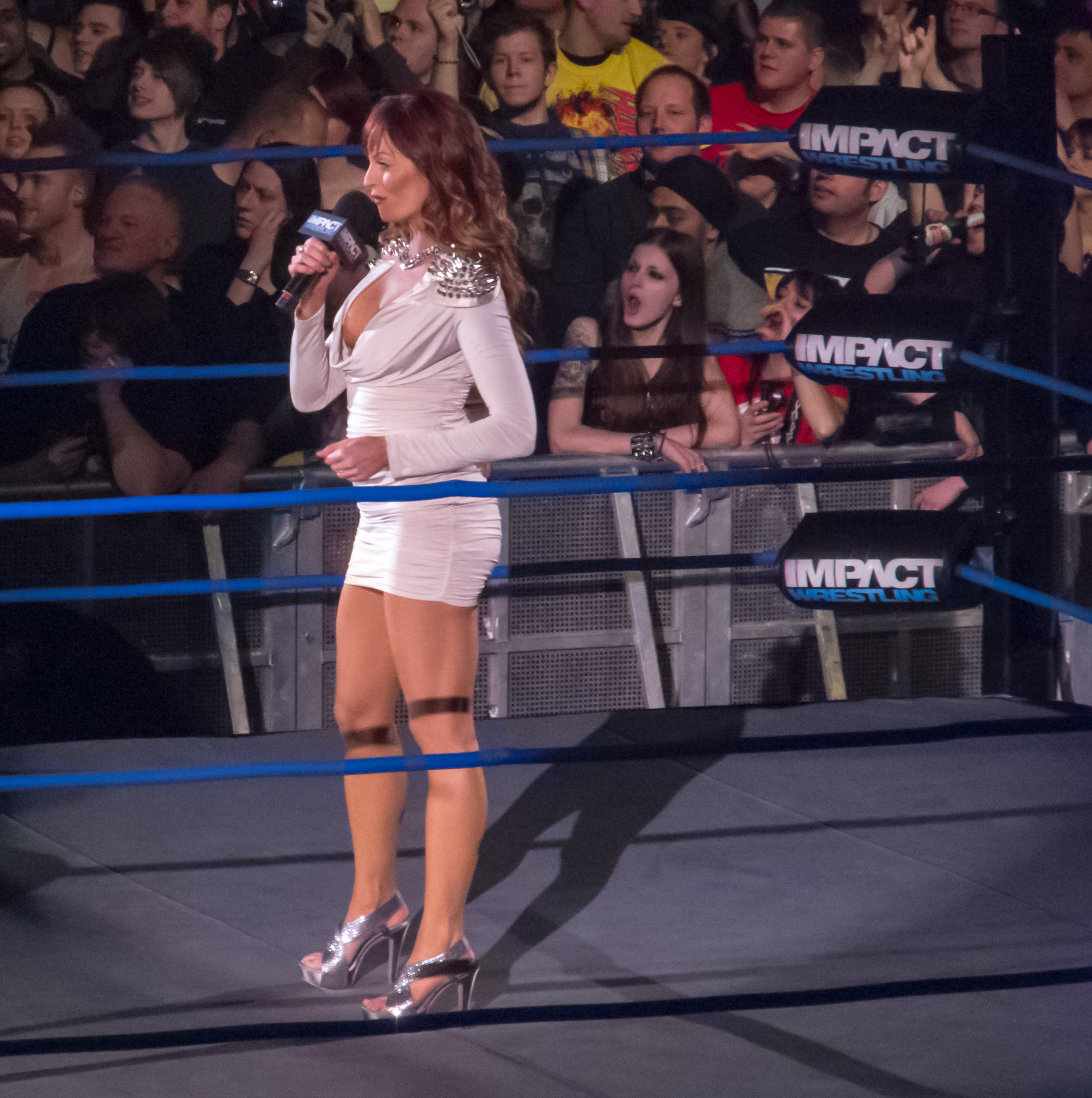
Hemme como anunciante de ringue em 2013

Hemme assinou com a TNA em abril de 2006,  e ela estreou no dia 23 de abril em Lockdown. Além do seu papel no Impact!, ela foi também a co-anfitriam do TNA Global Impact! Hemme com Jeremy Borash. Hemme arbitrou uma luta entre Traci e Gail Kim. Ela foi a Knockout do Ano de 2006.
No dia 14 de janeiro de 2007 na Final Resolution, Christy interrompeu a Voodoo Kin Mafia (VKM) e cortou uma promo sobre o envolvimento de mulheres na luta livre. Ela disse que queria lutar com too e a multidão pela maior parte masculina na arena da TNA zombou dela. Kip James da VKM chamoua de mulher relaxada, e levou um tapa de Hemme, enquanto B.G. James tentou jogar o pacificador. Nas próximas semanas, o VKM e Hemme entraram em alguns argumentos por cima da sua falta de respeito a ela e mulheres no conjunto. Hemme fez o seu TNA debute no ring onde ela lutou e derrotou o tipo  " The Big Fat Oily Guy" em uma luta de Smoking, mas depois James despiu-a. Depois de varias tentativas com parceiros diferentes de derrotar os VKM ela anunciou que sua nova equipe era formada por Basham e Damaja. Eles batem na VKM em uma luta de desvantagem no Sacrifíce como B.G. tinha sido atacado por eles antes da noite. No Slammiversary, VKM ganham de Basham e Damaja, mas sao traidos pelo seu socio Lance Hoyt que beija Hemme.
Basham e Damaja então foram lançados na companhia, e Hoyt formou uma sociedade com Jimmy Rave, denominado The Rock'n Rave Infection, com Hemme gerente. No Inverno de 2007, Hemme, Rave, e Hoyt estabeleceram uma rivalidade com The Latin American Xchange (LAX) depois de ser atacados várias vezes por um assaltador misterioso. O assaltador foi revelado para ser Shelly Maetinez(Salinas) na Final Resolution depois da vitória de LAX contra a Infection. Um pouco depois da Resolução Final, The Rock'n Rave Infection começou uma nova fase, atuando como se eles fossem uma banda de rock com Hemme representando a cantora principal. No episódio de 13 de março do Impact!, Hemme, Rave e Hoyt ganharam um jogo de equipe mista de seis pessoas contra o LAX depois que Hemme bateu em Salinas com um violão.
Hemme transformou-se em face no episódio de 16 de outubro de 2008 do Impact! quando ela foi atacada pelas The Beautiful People nos bastidores. Hemme então foi colocado em um papel mais ativo no ringue, sendo empurrado a desafiar Awesome Kong na Final Resolution depois de derrotar Raisha Saeed na edição de 27 de novembro do TNA Impact!. Hemme então agrupou-se com A.J.Styles em uma equipe mista contra Kong e Scott Steiner, onde Hemme prendeu Kong. Na Resolução Final, pareceu que Hemme esteva a ponto de ganhar  o título, mas foi atacado por Saeed e Rhaka Khan,  e ganha por desqualificação. Então foi concedido um re-jogo na Gênese. Uma semana depois Hemme agrupou-se com ODB contra Rhaka Khan e Raisha Saeed e venceram. No dia 10 de janeiro TNAWrestling.com informou que Hemme tinha adquirido um dano no pescoço enquanto treinava no ring com A.J. Styles e seria incapaze de competir na Genesis contra Awesome Kong. O seu dano pode necessitar de cirurgia e ela esta fora de ação por tempo indeterminado. Em 2011, Christy Hemme voltou como anunciante de ringue.

## No wrestling
- Finishers
- FFG – Flying Firecrotch Guillotine (Diving split–legged guillotine leg drop pin) – TNA
- Reverse inverted Neckbreaker – WWE; adotado por Lita
- Tornado DDT – TNA
- Signature
  - Diving crossbody
  - Hurricanrana
  - Inverted DDT
  - Low blow
  - Modified axe kick
  - Rear naked choke
  - Snap DDT
  - Spinning facebuster
  - Split–legged leg drop pin
  - Split–legged sunset flip from out of the corner
- Managers
  - Lita
  - Basham e Damaja
  - Eugene
  - Romeo e Antonio
  - Animal e Heidenreich
  - Lance Hoyt, Lance Rock e Jimmy Rave
  - Tiana Ringer
  - Traci Brooks
- Theme song
  - "Walk Idiot Walk" de The Hives (WWE)
  - "Redheads Rock" de Dale Oliver (TNA)

## Títulos e prêmios
- Playboy
  - Cover Girl (Abril de 2005)
- Total Nonstop Action Wrestling
  - TNA Knockout do Ano
- WWE
  - Vencedora do concurso Diva Search de 2004